# Катынское сельское поселение
Ка́тынское сельское поселение — ныне упразднённое муниципальное образование в составе Смоленского района Смоленской области России. Административный центр — село Катынь.
Образовано 2 декабря 2004 года. Со 2 октября 2015 года до своей смерти 29 октября 2024 года главой поселения и главой администрации являлся Трусов Валерий Эдуардович.
10 июня 2024 года, на основании Закона Смоленской области от 10.06.2024 № 133-з «О преобразовании муниципальных образований, входящих в состав муниципального образования „Смоленский район“ Смоленской области, путем объединения всех поселений во вновь образованное муниципальное образование с наделением его статусом муниципального округа, об установлении численности и срока полномочий депутатов представительного органа первого созыва вновь образованного муниципального округа, а также порядка избрания, полномочий и срока полномочий первого главы вновь образованного муниципального округа», сельское поселение было упразднено путём объединения с муниципальным образованием «Смоленский район» Смоленской области и рядом других сельских поселений, входящих в состав Смоленского района, во вновь образованный «Смоленский муниципальный округ» с административным центром в городе Смоленске.

## Географические данные
- Общая площадь: 148,13 км²
- Расположение: западная часть Смоленского района
- Граничило:
  - на севере — с Сметанинским сельским поселением
  - на востоке — с Гнёздовским сельским поселением
  - на юге — с Михновским сельским поселением
  - на западе — с Краснинским районом
- По территории поселения проходит автомобильная дорога А141 Орёл — Витебск.
- По территории поселения проходит железная дорога Смоленск — Брест, имеются станции: Воронино, Вонлярово, Катынь.
- Крупная река: Днепр, озеро: Купринское.

## Население
| 2011  | 2012  | 2013  | 2014  | 2015  | 2016  | 2017  |
| ----- | ----- | ----- | ----- | ----- | ----- | ----- |
| 4296  | ↗4350 | ↗4417 | ↗4500 | ↗4536 | ↘4528 | ↘4502 |
| 2018  | 2019  | 2020  | 2021  |       |       |       |
| ↘4451 | ↗4461 | ↘4440 | ↗4867 |       |       |       |

Общая численность населения — 4 642 человека (2007).

## Населённые пункты
В сельское поселение входило 26 населённых пунктов:
| №  | Населённый пункт | Тип     | Население (чел.) |
| -- | ---------------- | ------- | ---------------- |
| 1  | Авторемзавод     | посёлок | 1316             |
| 2  | Алексеевка       | деревня | 3                |
| 3  | Борок            | деревня | 77               |
| 4  | Будково          | деревня | 3                |
| 5  | Власова Слобода  | деревня | 6                |
| 6  | Вонлярово        | деревня | 203              |
| 7  | Вонлярово        | разъезд | 9                |
| 8  | Воронино         | деревня | 14               |
| 9  | Высокий Холм     | деревня | 181              |
| 10 | Гусино           | деревня | 26               |
| 11 | Загусинье        | деревня | 6                |
| 12 | Зебревица        | деревня | 11               |
| 13 | Катынь           | село    | 1551             |
| 14 | Катынь           | станция | 86               |
| 15 | Козьи Горы       | деревня | 10               |
| 16 | Коробино         | деревня | 2                |
| 17 | Красная Горка    | деревня | 65               |
| 18 | Макруха          | деревня | 13               |
| 19 | Михайловка       | деревня | 1                |
| 20 | Панцово          | деревня | 3                |
| 21 | Рожаново         | деревня | 151              |
| 22 | Санаторий Борок  | деревня | 509              |
| 23 | Турово           | деревня | 1                |
| 24 | Шафорово         | деревня | 18               |
| 25 | Школьный         | деревня | 18               |
| 26 | Шоссейный Дом    | деревня | 15               |

### Упразднённые населённые пункты
- деревни Дудино (2001)[15], Кузино (2007)[16], Крутенково (2007)[16]